# Stratford St. Mary

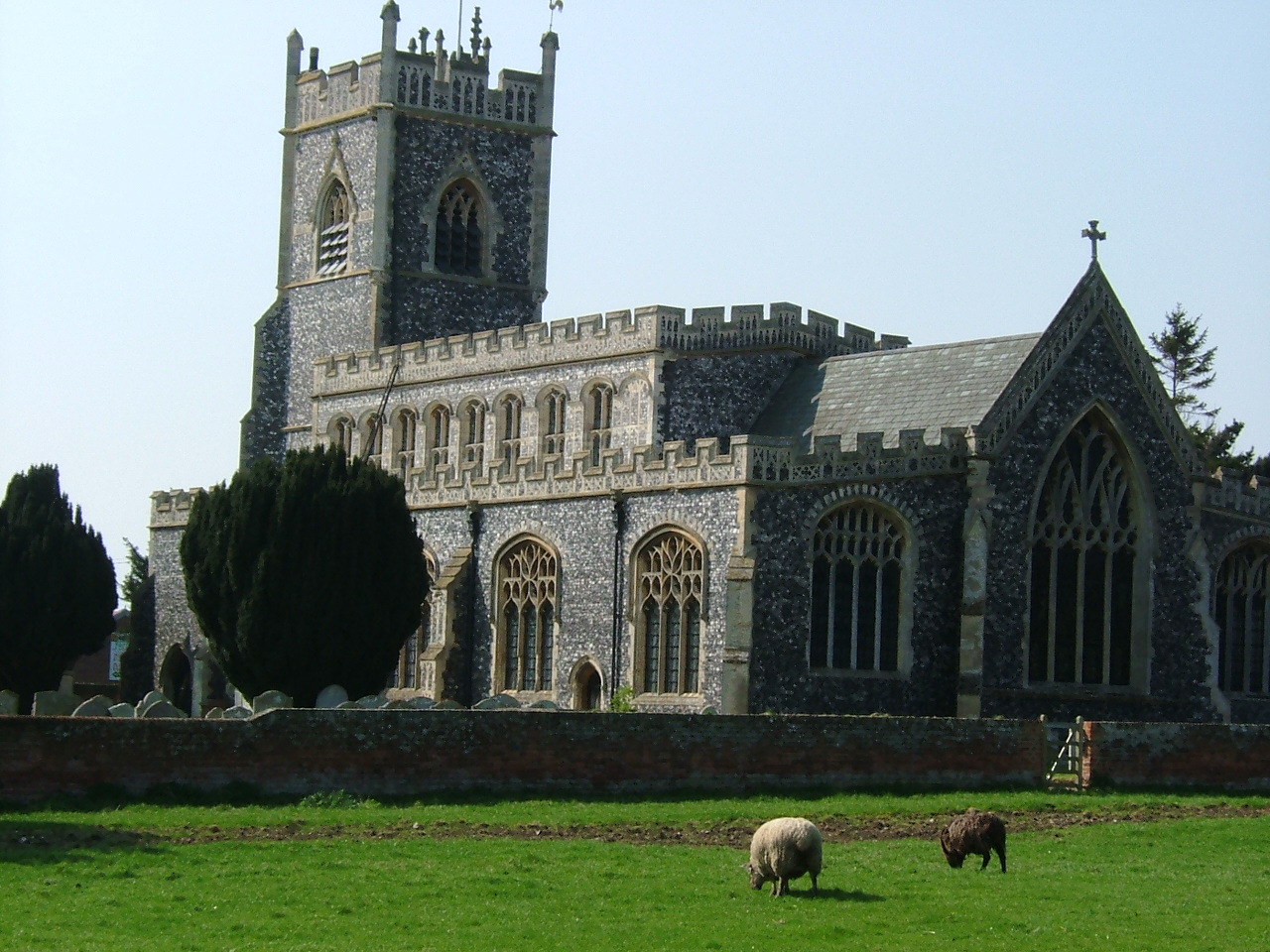
La chiesa di Santa Maria a Stratford St. Mary

Stratford St. Mary è un villaggio con status di parrocchia civile dell'Inghilterra sud-orientale, facente parte della contea del Suffolk e del distretto di Babergh. Conta una popolazione di circa 700-750 abitanti.

## Geografia fisica
Stratford St. Mary si trova tra i villaggi di Holton St. Mary e Dedham (rispettivamente a sud del primo e a nord del secondo) e tra i villaggi di Highham ed East Bergholt (rispettivamente ad est del secondo e ad ovest del primo).

## Origini del nome
La prima parte del toponimo Stratford fa riferimento ad una strada romana, la via strata, mentre la seconda parte del toponimo fa riferimento alla chiesa di Santa Maria.

## Storia
Il villaggio è menzionato nel Domesday Book (1086): all'epoca vi risiedevano circa 30 persone. I primi insediamenti umani in loco risalgono tuttavia almeno al 4.000 a.C.

## Monumenti e luoghi d'interesse

### Architetture religiose

#### Chiesa di Santa Maria
Principale edificio religioso di Stratford St. Mary è la chiesa di Santa Maria, la cui forma attuale risale in gran parte al XV-XVI secolo, ma le cui origini risalgono agli inizi del XIII secolo.

### Architetture civili
Il villaggio si caratterizza per la presenza di vari edifici storici, molti dei quali a graticcio e molti di questi posti sotto a tutela dell'English Heritage.

#### Gateman's
Gateman's è l'edificio più antico di Stratford St. Mary: risalente al 1334, prende il nome dal suo proprietario, un sarto di nome Ralph Gateman.

#### Ancient House
Altro edificio d'interesse è l'Ancient House, un edificio a graticcio risalente al XV secolo.

#### Priest's House
Risale al XV secolo anche un altro edificio a graticcio, la Priest's House.

#### Ravenys
Altro edificio d'interesse è Ravenys, le cui origini risalgono al XV-XVI secolo.

## Società

### Evoluzione demografica
Nel 2017, la popolazione della parrocchia civile di Stratford St. Mary era stimata in 744 abitanti, di cui 389 erano donne e 355 erano uomini.
La popolazione al di sotto dei 18 anni era pari a 160 unità, di cui 85 erano i bambini al di sotto dei 10 anni. La popolazione dai 70 anni in su era invece pari a 141 unità (di cui 45 erano le persone di età pari o superiore agli 80 anni).
Secondo questa stima, la località avrebbe conosciuto un incremento demografico rispetto al 2011, quando la popolazione censita era pari 701 unità (dato in lieve ribasso rispetto al 2001, quando la popolazione censita era pari a 703 abitanti).

## Cultura
La località è stata immortalata in alcuni dipinti di John Constable, quali The Valley of the Stour, with Stratford St.Mary in the distance (1800) e View towards Stratford St Mary Church (1805).